# Єнінс
Єнінс (нім. Jenins) — громада  в Швейцарії в кантоні Граубюнден, регіон Ландкварт.

## Географія
Громада розташована на відстані близько 160 км на схід від Берна, 17 км на північ від Кура.
Єнінс має площу 10,5 км², з яких на 4,1% дозволяється будівництво (житлове та будівництво доріг), 42,7% використовуються в сільськогосподарських цілях, 41,3% зайнято лісами, 11,9% не є продуктивними (річки, льодовики або гори).

## Демографія
2019 року в громаді мешкало 895 осіб (+5,3% порівняно з 2010 роком), іноземців було 10,8%. Густота населення становила 85 осіб/км².
За віковим діапазоном населення розподілялося таким чином: 18,3% — особи молодші 20 років, 64,5% — особи у віці 20—64 років, 17,2% — особи у віці 65 років та старші. Було 381 помешкань (у середньому 2,3 особи в помешканні).
Із загальної кількості 270 працюючих 122 було зайнятих в первинному секторі, 23 — в обробній промисловості, 125 — в галузі послуг.